# Henicospora longissima
Henicospora longissima är en svampart som beskrevs av Kuthub. & Nawawi 1994. Henicospora longissima ingår i släktet Henicospora, divisionen sporsäcksvampar och riket svampar.   Inga underarter finns listade i Catalogue of Life.